# Jurij Visnyakov
Jurij Visnyakov (oroszul: Юрий Вишняков) orosz basso profondo komolyzenei énekes, híresen mély és dörgő énekhanggal, mellyel az orgona alsó hangjait is eléri. Szerepel többek között a Basso Profondo From Old Russia című zenei albumon, amire híres basso profondo dalokat rögzítettek. Ezen az albumon többször kiénekli a kontra G hangot. Az Orosz Ortodox Férfikórus tagja, mely híres zenei repertoárjáról és basso profondo tagjairól is. 2005 óta Vlagyimir Millerrel több koncerten is énekelt.

## Külső hivatkozások
- Az Orosz Ortodox Férfikórus honlapja (oroszul és angolul)
- Az Orosz Ortodox Férfikórus előadásában egy Pavel Csesznokov-mű. Jurij Visnyakov hangja jól hallható.